# 密疣蜥虎
密疣蜥虎（学名：Hemidactylus brooki）为壁虎科蜥虎属的爬行动物。分布于非洲、斯里兰卡、印度、印度尼西亚、安的列斯群岛以及中国大陆的浙江、福建等地，常栖息于热带地区。该物种的模式产地在加里曼丹。